# Sandra Khalatbari

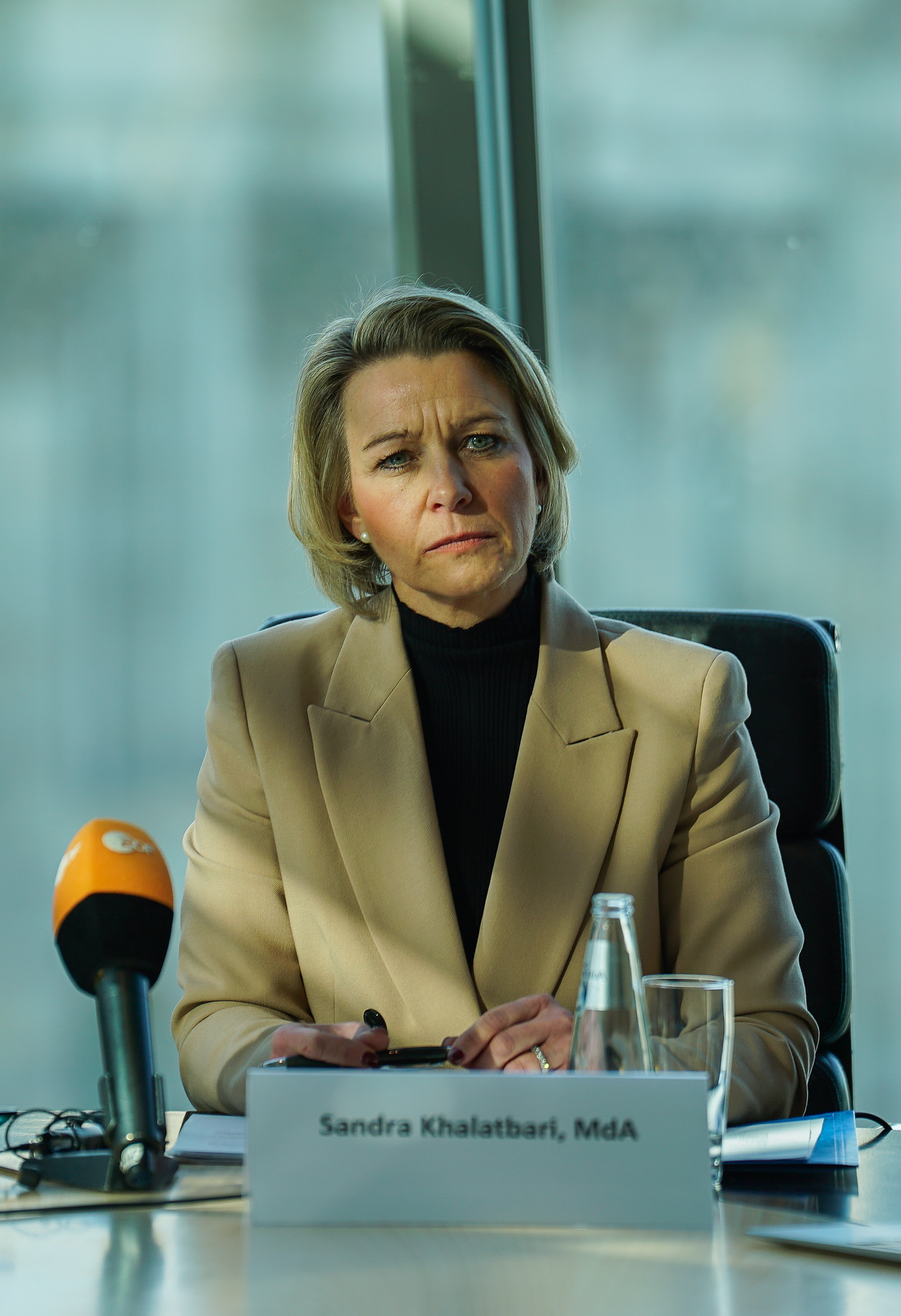
Sandra Khalatbari

Sandra Khalatbari (* 1971 in Witten) ist eine deutsche Politikerin (CDU). Seit 2021 ist sie Mitglied im Abgeordnetenhaus von Berlin.

## Leben und Beruf
Nach ihrem Abitur am Albert-Martmöller-Gymnasium in Witten im Jahr 1991 begann Khalatbari das Studium des Lehramtes für die Primarstufe an der Universität Dortmund. Nach dem 1. Staatsexamen im Jahr 1995 folgte das 2. Staatsexamen im Jahr 1997. 
Von 1998 bis 2000 arbeitete Khalatbari als Lehrerin in Dortmund. Im Jahr 2000 wurde sie stellvertretende Schulleiterin, ein Jahr später Schulleiterin. Von 2009 bis 2012 war Khalatbari Beraterin für das Grundbildungsprogramm der Deutschen Gesellschaft für internationale Zusammenarbeit (GIZ) in Asien tätig. 2013 zog sie nach Berlin, wo sie als Schulleiterin in Steglitz tätig war.
Sandra Khalatbari ist verheiratet und Mutter von zwei Kindern.

## Politik
Von 2019 bis 2022 war Khalatbari stellvertretende Ortsvorsitzende im CDU-Ortsverband Grunewald-Halensee. Seit 2021 ist sie stellvertretende Vorsitzende und Mitgliederbeauftragte des Kreisverbandes Charlottenburg-Wilmersdorf. Im Jahr 2021 wurde sie stellvertretende Ortsvorsitzende der Frauen Union im Ortsverband Grunewald-Halensee und Beisitzerin der Frauen Union im Kreisverband Charlottenburg-Wilmersdorf. Ein Jahr später, im Jahr 2022, wurde Khalatbari Vorsitzende ihres Heimatortsverbandes.
Bei der Abgeordnetenhauswahl 2021 gewann sie mit 30 % der Erststimmen ein Direktmandat im Wahlkreis Charlottenburg-Wilmersdorf 5. In der CDU-Fraktion Berlin war sie Leiterin des Arbeitskreises Bildung, Jugend, Familie und Sport. Im Berliner Abgeordnetenhaus war sie Mitglied des Ausschusses für Bildung, Jugend und Familie, des Hauptausschusses sowie des Unterausschusses Bezirke, Personal und Verwaltungsdigitalisierung. Bei der Wiederholungswahl 2023 errang sie erneut das Direktmandat mit 42,3 Prozent der Stimmen. Nach ihrer Wiederwahl wurde Khalatbari zur bildungspolitischen Sprecherin der CDU-Fraktion sowie zur Vorsitzenden des Ausschusses für Bildung, Jugend und Familie gewählt. Zudem sitzt sie im Präsidium des Abgeordnetenhauses, im Hauptausschuss sowie auch im Gesundheitsausschuss.
Am 9. Februar 2023 veranstaltete Khalatbari zusammen mit dem gesundheitspolitischen Sprecher der CDU/CSU-Bundestagsfraktion, Tino Sorge, den ersten Post-Vac-Gipfel mit Betroffenen, Ärzten und Politikern in Berlin.

## Ehrenamtliches
2013 wurde Khalatbari Vorstandsmitglied im Bezirkselternausschuss (BEA) Kita in Steglitz-Zehlendorf. Außerdem war sie von 2013 bis 2015 Elternvertreterin und Mitglied der Gesamtelternvertretung (GEV) der Nelson Mandela School, Berlin. Seit 2015 war Khalatbari Elternvertreterin und Mitglied der Gesamtelternvertretung (GEV) der John-F.-Kennedy-School, Berlin. Von 2016 bis 2021 war sie Mitglied des Schulausschusses der BVV Charlottenburg-Wilmersdorf.